# روبرت ليسلي ليندسي
روبرت ليسلي ليندسي (بالإنجليزية: Robert Lisle Lindsey)‏ هو مترجم أمريكي، ولد في 16 أغسطس 1917 في نورمان في الولايات المتحدة، وتوفي في 31 مايو 1995 في تلسا في الولايات المتحدة.